# Thersitina gasterostei
Thersitina gasterostei is een eenoogkreeftjessoort uit de familie van de Ergasilidae. De wetenschappelijke naam van de soort is voor het eerst geldig gepubliceerd in 1861 door Pagenstecher.